# Higurashi no naku koro ni (canción)
«Higurashi no naku koro ni» (En Japonés:ひぐらしのなく頃に y traducido al español como: "cuando lloran las cigarras", es el primer sencillo de la cantante japonesa de I've Sound, Eiko Shimamiya. Se trata del primer maxisencillo de la cantante con geneon y fue publicado el 26 de mayo del año 2006, alcanzando el decimoctavo puesto de la lista Oricon y permaneciendo en lista durante 26 semanas. Ello hace de este sencillo, el más vendido de la carrera de la cantante (34.000 copias). La canción titular fue usada como ópening de Higurashi no naku koro ni. La canción usada como cara B del sencillo, fue originalmente grabada en el 2001, y usada en el videojuego para adultos: Sayonara wo oshiete.

## Canciones
1. «Higurashi no naku koro ni» (ひぐらしのなく頃に)
Letra: Eiko Shimamiya
Composición: Tomoyuki Nakazawa
Arreglos: Tomoyuki Nakazawa y Kazuya Takase
2. «All alone»
Letra: Eiko Shimamiya
Composición y arreglos: Kazuya Takase